# Römische Rota
Koordinaten: 41° 53′ 47,4″ N, 12° 28′ 18,4″ O
Die Römische Rota (lat. Rota Romana), offiziell Gericht der Römischen Rota (lat. Rotae Romanae Tribunal) ist das ordentliche Appellationsgericht und nach dem Gerichtshof der Apostolischen Signatur das zweithöchste Gericht der römisch-katholischen Kirche. Die Rota übt für den Papst die ordentliche Gerichtsbarkeit aus und ist organisatorisch ein Dikasterium der Römischen Kurie (Praedicate Evangelium Art. 200–204). Seit 1940 hat sie ihren Sitz im Palazzo della Cancelleria in Rom.

## Geschichte
Der Heilige Stuhl verfügte schon früh über eine eigene Gerichtsbarkeit. Die richterlichen Funktionen lagen ursprünglich in den Händen des Papstes und seiner Ratgeber, der Kardinäle. Um 1000 n. Chr. fanden sich als Richter auch die Cappellani Papae („Kapläne des Papstes“), die der Papst beauftragte, die Prozesse anzuhören, denen er nicht persönlich vorzustehen beabsichtigte oder den Kardinälen zuteilen wollte. Diese Kapläne waren zunächst Vernehmungsrichter (daher die noch heute gebräuchliche Bezeichnung „Auditor“); von Innozenz III. (1198–1216) wurde ihnen dann die Vollmacht zugesprochen, Urteile zu fällen. Erst im 14. Jahrhundert erhielt der päpstliche Gerichtshof eine festumrissene Gestalt durch die Apostolische Konstitution Ratio iuris Johannes’ XXII. (1316–1334).
Die Bezeichnung Rota ist 1336 erstmals nachweisbar. Worauf die Bezeichnung zurückgeht, ist nicht mit Sicherheit festzustellen. Vielleicht rührt sie daher, dass der Fußboden des Sitzungssaales mit einer runden Platte („rota“) geschmückt war; vielleicht auch von dem auf Rädern laufenden Gestell, auf dem sich die Gesetzbücher befanden und das während der Sitzungen vor dem Richtertisch stand. Aber auch die kreisförmige Anordnung der Richterstühle oder die Tatsache, dass die Prozesse nach einem bestimmten Turnus den verschiedenen Kollegien von je drei oder fünf Auditoren überwiesen wurden – gewissermaßen „rotierten“ –, könnte zu der Namensgebung geführt haben.
Papst Martin V. (1417–1431) legte am 1. September 1418 durch die apostolische Konstitution In apostolicae dignitatis fest, welche Eigenschaften von den Richtern der Rota verlangt wurden. Für die Ernennung zum Auditor war es erforderlich, dass der Betreffende ein Doctor iuris famosus war. Er musste eine mindestens dreijährige öffentliche Lehrtätigkeit an einer Universität vorweisen können. Schon bald wurde jedoch vom Nachweis einer Lehrtätigkeit dispensiert, stattdessen verlangte man den Grad eines Doktors des weltlichen und kirchlichen Rechts, und zwar ohne jede Ausnahme und Dispens. Der Kandidat sollte zudem über einen bestimmten Besitz verfügen, damit gegen ihn nicht der Verdacht der Käuflichkeit aufkam. Die Lex Martiniana war jahrhundertelang eines der Grundgesetze der Rota, dem die Auditoren alljährlich bei der Eröffnung des Gerichtsjahres die Treue schwören mussten.
Im 15. Jahrhundert gelangte das Tribunal durch das Wirken bedeutender Männer zu hohem Einfluss. Die Blütezeit des Gerichtshofs fiel in das 16. und 17. Jahrhundert. Fünf Auditoren dieser Epoche wurden später zu Päpsten gewählt. Der Ruf der unbestechlichen Gerechtigkeit der Rota war legendär – so auch dokumentiert im Ehenichtigkeitsprozess Heinrichs VIII. Die Päpste gewährten den Richtern eine große Anzahl von Privilegien und Ehren. Alexander VII. (1655–1667) ernannte die Auditoren zu apostolischen Subdiakonen und Hütern der Pallien; der Papst gestand ihnen ferner violette statt schwarzer Gewänder zu.
Auf die Glanzzeit des Gerichtshofs folgte die Zeit des Niederganges, der im 18. Jahrhundert durch Präzedenzstreitigkeiten mit den römischen Adelsgerichten begann und gegen Ende des Jahrhunderts seinen sichtbaren Ausdruck darin fand, dass nicht wenige europäische Höfe die Vollstreckung der Rota-Urteile verweigerten oder verhinderten. Nach der Französischen Revolution fristete die Rota nur noch ein kümmerliches Dasein. Im Jahre 1831 musste die alljährlich mit großem Prunk zelebrierte Reiterprozession zur Eröffnung des Gerichtsjahres unterbleiben, weil sie für die Römer ein Gegenstand des Spottes geworden war. Drei Jahre später beschränkte Gregor XVI. (1831–1846) die Zuständigkeit der Rota auf das Gebiet der päpstlichen Staaten, so dass der Gerichtshof nach dem vorläufigen Ende der weltlichen Herrschaft der Päpste im Jahre 1870 zu völliger Bedeutungslosigkeit herabsank.
Im Jahre 1908 wurde die Rota durch den Papst Pius X. (1903–1914) kraft der Apostolischen Konstitution Sapienti consilio zu neuem Leben erweckt. Der Papst gab der Rota ein eigenes Gesetz, die Lex propria S. R. Rotae et Signaturae Apostolica (1908), und verfügte die Regulae servandae apud S. R. Rotae Tribunal (1910), an deren Stelle später die Normae S. R. Rotae Tribunalis (1934) traten. Bis in die 1980er-Jahre hieß das Gericht Sacra Romana Rota (SRR) bzw. Tribunal Apostolicum Sacrae Romanae Rotae, dann bis in die 1990er-Jahre Apostolicum Rotae Romanae Tribunal (ARRT). Die aktuell gültigen Normen erließ Papst Johannes Paul II. am 7. Februar 1994. Beigegeben ist der Rota seit 2011 ein Amt für die Prozesse zur Gewährung von Dispens bei einer gültigen, aber nicht vollzogenen Ehe und für die Weihenichtigkeitssachen.

## Zuständigkeiten
In erster Instanz urteilt die Rota in den Streitsachen der Bischöfe, über den Abtprimas oder Abtpräses einer monastischen Kongregation, die obersten Leiter von Ordensinstituten päpstlichen Rechts sowie über die Diözesen und sonstige physische oder juristische Personen in der Kirche, die keinem anderen Oberen als dem Papst selbst unterstehen. Sofern nichts anderes festgelegt ist, behandelt die Rota diese Fälle auch in zweiter oder höherer Instanz. Ferner fällt sie ihre Urteile in den Verfahren, die ihr vom Papst eigens übertragen wurden.
In der Praxis ist die Rota jedoch überwiegend mit der Berufung in Ehenichtigkeitsverfahren beschäftigt; ein Ansuchen um die Annullierung einer Ehe kann die Rota auch direkt unter Umgehung diözesaner Gerichte übernehmen. Hierbei ist die Rota dafür zuständig, die Gültigkeit kirchlicher Eheschließungen zu beurteilen und ist dabei i. d. R. Berufungsinstanz der Gerichte der einzelnen Diözesen. Da die sakramental geschlossene Ehe zwischen zwei Christen nach katholischem Verständnis unauflöslich ist, kann die Rota lediglich feststellen, dass eine Ehe von Beginn an nie gültig zustande gekommen und damit nichtig ist. Falls es in einem Verfahren um die Ehe eines Staatsoberhauptes oder Angehörigen eines regierenden Herrscherhauses geht, wird der Prozess grundsätzlich in Rom verhandelt, da die Gefahr einer Beeinflussung des örtlichen Gerichtes besteht.
Im Jahr 2014 gingen bei der Rota 326 Sachen neu ein. 2015 waren es 359 Sachen (eine in erster, 145 in zweiter, 210 in dritter und eine in vierter Instanz sowie 2 Wiederaufnahmen); die meisten davon stammten aus Italien (136), den USA (51), Brasilien (48) und Polen (44). Ende 2015 waren 689 (2014: 733) Sachen anhängig; davon waren 679 (2014: 715) Ehenichtigkeitsverfahren (nullitatis matrimonii; 98,5 %), 4 (2014: 7) sonstige Statussachen (separationis, pensionis alimentariae, custodiae filiorum; 0,6 %), 5 (2014: 8) Streitverfahren (iurium; 0,7 %) und ein (2014: 3) Strafverfahren (poenalis; 0,1 %).
Eines der längsten Verfahren war ein Streitverfahren aus Innsbruck; es dauerte von 1956 bis 1991 und beschäftigte 28 Richter der Rota.

## Zusammensetzung
Alle Richter der Rota werden vom Papst direkt ernannt und stammen aus allen Teilen der Weltkirche. Sie müssen die Priesterweihe empfangen haben, sollen sich durch große Rechtserfahrung auszeichnen und über persönliche Klugheit verfügen. Die aus der Geschichte gewachsene Tradition, bei der Berufung der Richter bestimmte Nationen zu berücksichtigen, wird auch heute noch beachtet. Alle Auditoren sind dem Rang nach gleich; die einzige Unterscheidung ist das Dienstalter. Dem Auditoren-Kollegium steht ein Dekan als Primus inter pares vor. Die Richter der Römischen Rota sind Prälaten und den Apostolischen Protonotaren gleichgestellt. In der Regel sind die Richter der Rota keine Kardinäle; häufig erhalten jedoch die Dekane im Laufe ihrer Amtszeit die Bischofsweihe.
Aktuelle Auditoren (Stand 2022):
- Alejandro Arellano Cedillo (25. April 2007, seit 30. März 2021 Dekan)
- Maurice Monier (9. Januar 1995, 2016–2021 Pro-Dekan)
- Giordano Caberletti (12. November 1996)
- Grzegorz Erlebach (4. November 1997)
- Jair Ferreira Pena (8. Februar 1999)
- Michael Xavier Leo Arokiaraj (25. April 2007)
- David Maria Jaeger OFM (3. Juni 2011)
- Vito Angelo Todisco (4. Oktober 2011)
- Felipe Heredia Esteban (4. Oktober 2011)
- Davide Salvatori (30. Dezember 2011)
- Alejandro W. Bunge (20. April 2013)
- Antonio Bartolacci (23. Januar 2014)
- Manuel Saturino da Costa Gomes SCJ (23. Januar 2014)
- Pietro Milite (9. Januar 2015)
- Miroslav Konštanc Adam OP (22. März 2016)
- José Fernando Mejía Yáñez MG (22. März 2016)
- Francesco Viscome (21. November 2016)
- Hans-Peter Fischer (20. Juli 2017)
- Robert Gołębiowski (19. Juli 2019)
- Laurence John Spiteri (25. April 2022)
- Antonios Chouweifaty LM (25. April 2022)
- Pierangelo Pietracatella (23. Januar 2023)
- Tomasz Kubiczek (seit 14. Januar 2025)[15]

Aktuelle weitere Anwälte (Stand 2023):
- Domenico Teti (Stellvertretender Kirchenanwalt „promotor iustitiae“; seit 18. Oktober 2023)
- Maria Fratangelo (Ehebandverteidigerin; seit 8. November 2018)
- Francesco Ibba (Ehebandverteidiger; seit 25. März 2025)

Der Gerichtshof fällt alle Urteile kollegial, Einzelrichter gibt es nicht. In der Regel behandelt er die an ihn herangetragenen Verfahren durch ein Gremium von drei Auditoren, den sogenannten „Turnus“. In dem jeweiligen Dreierkollegium führt der dienstälteste Richter den Vorsitz. Die Rota kann aber auch in besonderen Fällen in der Gesamtheit ihrer Auditoren tätig werden (videntibus omnibus). Das Gerichtspersonal der Rota setzt sich, wie auch bei jedem Diözesan- oder Metropolitangericht, aus einem Kirchenanwalt (Promotor Iustitiae), mehreren Ehebandverteidigern und einer Reihe von Notaren zusammen.

### Liste der Dekane (unvollständig)
- Carlo Leopoldo Calcagnini (1734–1743)
- Alphonse-Hubert de Latier de Bayane (1792–1802)
- Francesco Cesarei Leoni (1802–1817)
- Francesco Serlupi Crescenzi (1817–1823)
- Joachim-Jean-Xavier d’Isoard (1824–1827)
- Alessandro Spada (1827–1835)
- Cosimo Barnaba Corsi (1835–1842)
- Giuseppe Bofondi (1842–1846)
- Pedro José d'Avellà y Navarro (1846–1853)
- Pietro De Silvestri (1853–1858)
- Ignazio Alberghini (1858–1861)
- Giovanni Alessandro del Magno (1862–1888)
- Johannes Montel (1889–1906)
- Michele Lega (1908–1914)
- Guglielmo Sebastianelli (1914–1920)
- Serafino Many (1920–1921)
- Giovanni Prior (1921–1926)
- Massimo Massimi (1926–1935)
- Giulio Grazioli (1936–1944)
- André Jullien PSS (1944–1958)
- William Theodore Heard (1958–1959)
- Francis Brennan (1959–1967)
- Bolesław Filipiak (1967–1976)
- Charles Lefebvre (1976–1978)
- Heinrich Ewers (1978–1982)
- Arturo De Iorio (1982–1985)
- Ernesto Maria Fiore (1985–1993)
- Mario Francesco Pompedda (1993–1999)
- Raffaello Funghini (1999–2004)
- Antoni Stankiewicz (2004–2012)
- Pio Vito Pinto (2012–2021)
  - Maurice Monier (Pro-Dekan 2016–2021)
- Alejandro Arellano Cedillo (seit 2021)

## Anwaltliche Vertretung
An der Römischen Rota besteht Anwaltszwang; das heißt, streitende Parteien können vor diesem Gerichtshof ihre Prozesse nur durch zugelassene Anwälte führen. Die Advokaten der Rota sind allesamt Spezialisten im kanonischen Recht und haben eine gesonderte Ausbildung erhalten und sind in der Regel Laien.
Bei der Rota gibt es ein eigenes Studium, das „Studium rotale“, das die Ausbildung von Advokaten an der Rota sowie von zukünftigen Richtern, Kirchenanwälten und Ehebandverteidigern für kirchliche Gerichte zum Ziel hat. Das Studium findet unter der Aufsicht des Dekans der Rota statt und wird durch einen Auditor geleitet. Die Ausbildung steht Klerikern und Laien offen, die zumindest über den akademischen Grad eines Lizenziaten im Fach Kirchenrecht verfügen; für die Zulassung zum Abschlussexamen wird der Nachweis des Doktorates verlangt. Der Kurs, der zur Erlangung des Titels eines Rota-Advokaten erforderlich ist, dauert drei Jahre.

## Judikatur

### Decisiones seu sententiae
Bei der Rota ging ursprünglich der für die Parteien bestimmten und nicht begründeten sententia die mit Gründen versehene decisio voraus; die decisiones wurden in Sammlungen veröffentlicht. Beginnend mit Berichtsjahr 1909 erscheint seit 1912 die offizielle Urteilssammlung „Decisiones seu sententiae“ (RRDec). Der Titel knüpft einerseits an die früheren decisiones an, andererseits an die in der Lex propria von 1908 für das Urteil allein gebrauchte Bezeichnung sententia. In den Übersichten der Sammlung ist bis Band 90 (1998) allgemein von decisio die Rede, seit 1999 von sententia. Bis Band 38 (1946) wurden alle Urteile amtlich im Volltext veröffentlicht, seit 1947 nurmehr eine Auswahl, was seit 1949 auch im Untertitel der Entscheidungssammlung zum Ausdruck kommt; seit 1954 werden aber wieder alle Entscheidungen eines Jahres im Inhaltsverzeichnis genannt. In den Acta Apostolicae Sedis finden sich für die Jahre 1909 bis 1927 Volltexte in Auswahl, für 1920 bis 1956 Verzeichnisse aller Entscheidungen. Volltextentscheidungen ab 1960 sind in der Datenbank JurisRota der Universität München durchsuchbar. Es handelt sich überwiegend um Urteile und wenige urteilsbestätigende Dekrete. Beginnend mit Berichtsjahr 1983 erscheint seit 1996 außerdem eine Auswahl an Dekreten unter dem Titel „Decreta selecta“. Die Urteile und die Dekrete eines Jahres werden jeweils durchnummeriert, Urteile mit dem Buchstaben „A“, Dekrete mit dem Buchstaben „B“. Diese Entscheidungsnummer ist zu unterscheiden von der Protokollnummer (dem Aktenzeichen).

### Urteile 2008 bis 2017
Amtlich veröffentlichte Urteile der Jahre 2008 bis 2017 in Streitsachen (causae iurium; 10 Urteile), Strafsachen (poenalis; 8), Ehenichtigkeitssachen (nullitatis matrimonii) aus Deutschland und Österreich (7) sowie ausgewählten orientalischen Ehesachen einschließlich Trennung (separationis) mit Sorgerecht, Unterhalt, Entschädigung (custodiae filiorum, pensionis alimentariae, indemnitatis; 4):
| Datum      | RRDec              | Bericht- erstatter | Herkunft                                      | Gegenstand |
| ---------- | ------------------ | ------------------ | --------------------------------------------- | --- |
| 2008-01-17 | A.9/08 p.10        | De Angelis         | (IT) Romana                                   | Iurium: Nutzung eines Grundstücks (bei der Kirche Santa Caterina della Rota; ↑ A.85/03) |
| 2008-03-14 | A.51/08 p.118      | Sciacca            | (IT) Calatayeronen.                           | Iurium: Privileg im Rahmen einer Osterprozession |
| 2008-11-21 | A.167/08 p.346     | Monier             | (US) Peorien.                                 | Iurium: Rufschädigung und Schadensersatz |
| 2008-12-19 | A.196/08 p.376     | Pinto              | (DE) Colonien.                                | Nullitatis matrimonii: Ausschluss (CIC 1101 § 2) der Nachkommenschaft und mangelndes Urteilsvermögen (CIC 1095 n. 2) seitens der Belangten ⊕                                                                                       |
| 2009-05-14 | A.56/09 p.75/382   | McKay              | (eng)                                         | Poenalis: Konkubinat (CIC 1395 § 1: Freispruch; ↓ A.93/11) |
| 2009-07-14 | A.102/09 p.221     | Arokiaraj          | (DE) Colonien.                                | Nullitatis matrimonii: Ausschluss (CIC 1101 § 2) der Nachkommenschaft seitens der Belangten ⊖ |
| 2010-04-28 | A.65/10 p.149      | Huber              | (DE) Rottenburgen.-Stutgardien.               | Nullitatis matrimonii: arglistige Täuschung (CIC 1098), begangen vom Belangten ⊕ |
| 2010-07-23 | A.132/10 p.310     | McKay              | (spa)                                         | Poenalis: Verjährung (CIC 1362; 1377 unerlaubte Veräußerung, 1389 Amtsmissbrauch, 1399 Gesetzesverletzung); Iurium: Schadensersatz (CIC 1729; 1405 Unzuständigkeit)                                                                |
| 2011-01-20 | A.4/11 p.1         | Caberletti         | (LB) Inter-eparchialis Maronitarum            | Nullitatis matrimonii: Eheführungsunfähigkeit/Eigenschaftsirrtum ⊖; Separationis (CCEO 863) ⊕; Pensionis alimentariae (PStat.LB 139 ff.) ⊕ (↓ A.135/12)                                                                            |
| 2011-05-16 | A.85/11 p.209      | De Angelis         | (LB) Tyren. Maronitarum                       | Iurium: Waqf (Cadmous College; PStat.LB 255 ff.; ↑ A.19/01) |
| 2011-05-27 | A.93/11 p.260      | Sciacca            | (eng)                                         | Poenalis: Konkubinat (Bestätigung von ↑ A.56/09) |
| 2011-06-20 | A.110/11 p.315     | McKay              | (eng)                                         | Poenalis: versuchte Eheschließung (CIC 1394, 1391 Fälschung, 1389 § 1 Amtsmissbrauch: Entlassung aus dem Klerikerstand) |
| 2011-10-18 | A.140/11 p.392/522 | Arellano Cedillo   | (MX) Mexicana                                 | Iurium: Versorgungsanspruch einer Ordensfrau (↑ B.24/06; ↓ A.90/13) |
| 2012-10-10 | A.135/12 p.258     | Sable              | (LB) Inter-eparchialis Maronitarum            | Nullitatis matrimonii: Eigenschaftsirrtum (CCEO 820 § 2) über das Alter, verursacht von der Belangten ⊕ (↑ A.4/11) |
| 2013-03-20 | A.90/13 p.107/393  | Jaeger             | (MX) Mexicana                                 | Iurium: Versorgungsanspruch einer Ordensfrau (↑ A.140/11) |
| 2014-01-14 | A.2/14 p.1         | Graulich           | (DE) Eystetten.                               | Nullitatis matrimonii: Eheführungsunfähigkeit (CIC 1095 n. 3) seitens des Belangten ⊕ |
| 2014-11-18 | A.231/14 p.343     | Caberletti         | (eng)                                         | Poenalis: Konkubinat (CIC 1395 § 1: Suspension für 3 Jahre) |
| 2015-02-27 | A.25/15 p.46       | McKay              | (PH) [Sancti Ferdinandi                       | Iurium: Auflösung eines Grundstücksüberlassungsvertrags (Chevalier School, Angeles City) |
| 2015-03-04 | A.30/15 p.80/469   | Jaeger             | (eng)                                         | Poenalis: homosexuelle Handlung (CIC 277; 1395 § 2: Freispruch) |
| 2015-04-16 | A.67/15 p.130      | McKay              | (IT) [?]                                      | Iurium: kein Schadensersatz für ehemaligen Gerichtsmitarbeiter |
| 2015-06-23 | A.142/15 p.221     | Vaccarotto         | (eng)                                         | Poenalis: andere äußere Sünde gegen das sechste Gebot mit Ärgernis (CIC 1395 § 1: Freispruch) |
| 2015-07-22 | A.172/15 p.265     | Esteban            | (fre)                                         | Poenalis: öffentliche Verfehlung gegen das sechste Gebot (CIC 1395 § 2: Entlassung aus dem Klerikerstand) |
| 2015-12-17 | A.264/15 p.407     | Arellano Cedillo   | (LB) Ioubben., Sarben. et Iunien. Maronitarum | Nullitatis matrimonii: Eheführungsunfähigkeit (CCEO 818 n. 3) beiderseits und Arglist (CCEO 821) des Mannes ⊕; Custodiae filiae (PStat.LB 119 ff.); Indemnitatis (PStat.LB 179 ff.) ⊖; Pensionis alimentariae (PStat.LB 139 ff.) ⊕ |
| 2016-02-19 | A.34/16 p.43       | Jaeger             | (LB) Ioubben., Sarben. et Iunien. Maronitarum | Nullitatis matrimonii: Eigenschaftsirrtum/Eheführungsunfähigkeit ⊖; Separationis (CCEO 863) ⊕; Pensionis alimentariae (PStat.LB 139 ff.) ⊕; Custodiae filiorum (PStat.LB 119 ff.) (↓ 2018-02-07)                                   |
| 2016-05-18 | A.86/16 p.129      | Esteban            | (DE) Friburgen.                               | Nullitatis matrimonii: Eheführungsunfähigkeit (CIC 1095 n. 3) seitens der Belangten ⊕ |
| 2017-01-25 | A.18/17 p.26       | Jaeger             | (AU) Novae Valliae Meridionalis               | Iurium: begrenzte Wirksamkeit eines Vergleichsvertrags |
| 2017-03-22 | A.59/17 p.138      | Arokiaraj          | (DE) Ratisbonen.                              | Nullitatis matrimonii: Ausschluss (CIC 1101 § 2) der Unauflöslichkeit seitens des Klägers ⊕ |
| 2017-05-03 | A.89/17 p.221/491  | Arellano Cedillo   | (CZ) Moraviae                                 | Iurium: Unwirksamkeit einer Schenkung (St. Jakob, Brünn) |
| 2017-11-29 | A.241/17 p.422     | Fischer            | (AT) Viennen.                                 | Nullitatis matrimonii: Ausschluss (CIC 1101 § 2) von Unauflöslichkeit und Treue seitens des Klägers ⊕ |